# Nicol Delago
Nicol Delago (Bressanone, 5 gennaio 1996) è una sciatrice alpina italiana.

## Biografia

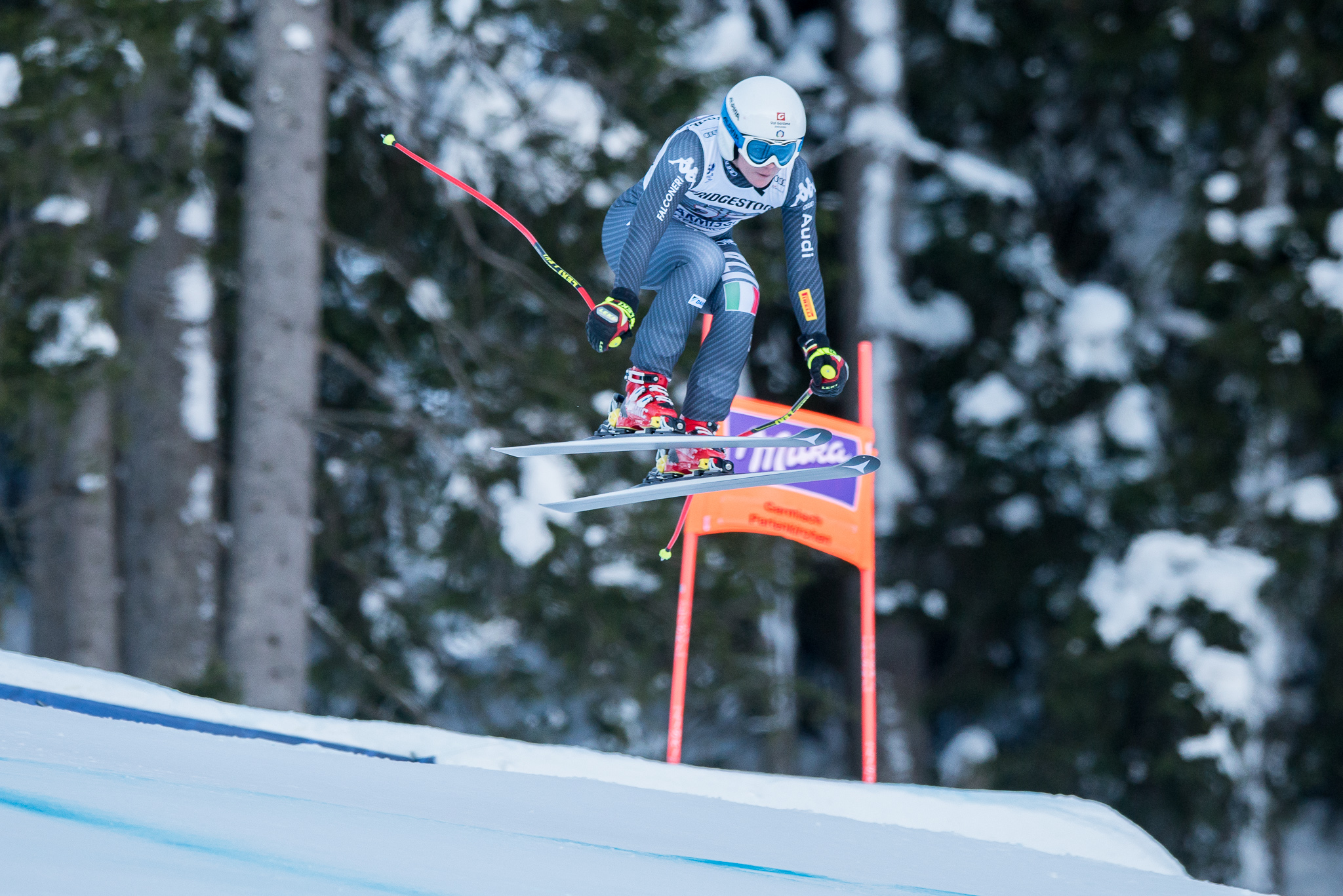
Nicol Delago in gara a Garmisch-Partenkirchen nel 2017

Originaria di Selva di Val Gardena, è sorella di Nadia oltreché nipote di Oskar e Karla, a loro volta sciatori di alto livello. Si è formata sportivamente nello Sci Club Gardena, per poi arruolarsi nel Gruppi Sportivi Fiamme Gialle. Attiva in gare FIS dal dicembre del 2011, ha esordito in Coppa Europa il 12 dicembre 2013 ad Andalo Paganella in slalom gigante, senza completare la prova, e in Coppa del Mondo il 24 gennaio 2015 a Sankt Moritz in discesa libera (43ª). Ai successivi Mondiali juniores di Hafjell 2015 ha vinto la medaglia di bronzo nella discesa libera e il 14 gennaio 2016 ha ottenuto ad Altenmarkt-Zauchensee in discesa libera il suo primo podio in Coppa Europa (3ª).
Ai Mondiali juniores di Soči/Roza Chutor 2016 ha nuovamente vinto la medaglia di bronzo nella discesa libera. Ai XXIII Giochi olimpici invernali di Pyeongchang 2018, sua prima presenza olimpica, non ha completato la discesa libera; il 18 dicembre dello stesso anno ha ottenuto il suo primo podio in Coppa del Mondo, classificandosi 2ª alle spalle della slovena Ilka Štuhec nella discesa libera disputata sulla pista Saslong in Val Gardena. Ai Mondiali di Åre 2019, suo esordio iridato, è stata 6ª nella discesa libera e 12ª nella combinata.
Il 1º dicembre 2020, durante una sessione di allenamento a Solda, ha riportato la rottura del tendine d'Achille della gamba sinistra, che ha determinato la conclusione anticipata della sua stagione sportiva. Ai XXIV Giochi olimpici invernali di Pechino 2022 si è classificata 11ª nella discesa libera e non ha completato la combinata; l'anno dopo ai Mondiali di Courchevel/Méribel 2023 si è piazzata 18ª nella discesa libera, mentre a quelli di Saalbach-Hinterglemm 2025 è stata 8ª nella discesa libera e 8ª nella combinata a squadre.

## Caratteristiche tecniche
Atleta dal fisico massiccio e vigoroso, fa della potenza muscolare il proprio punto di forza. Ha doti di scorrevolezza che le consentono di mantenere alta velocità anche in tratti di pista caratterizzati da scarsa pendenza, uniti ad una buona agilità; per contro risulta meno competitiva nelle sezioni a maggior tasso tecnico. Inizialmente dedita allo slalom speciale, si è successivamente orientata su discesa libera e supergigante, dimostrandosi competitiva a buon livello anche in combinata alpina.

## Palmarès

### Mondiali juniores
- 2 medaglie:
  - 2 bronzi (discesa libera a Hafjell 2015; discesa libera a Soči/Roza Chutor 2016)

### Festival olimpico della gioventù europea
- 1 medaglia:
  - 1 argento (slalom parallelo misto a Brașov 2013)

### Coppa del Mondo
- Miglior piazzamento in classifica generale: 28ª nel 2020
- 5 podi (4 in discesa libera, 1 in supergigante):
  - 3 secondi posti
  - 2 terzi posti

### Coppa Europa
- Miglior piazzamento in classifica generale: 26ª nel 2016
- 2 podi:
  - 2 terzi posti

### Campionati italiani
- 13 medaglie[11]:
  - 3 ori (supergigante nel 2018; supergigante nel 2022; discesa libera nel 2024)
  - 4 argenti (discesa libera nel 2019; discesa libera, combinata nel 2022; discesa libera nel 2025)
  - 6 bronzi (discesa libera, combinata nel 2018; combinata nel 2019; discesa libera nel 2023; supergigante nel 2024; supergigante nel 2025)